# هیره پولکی حبابی
هیره پولکی حبابی (نام علمی: Steneotarsonemus laticeps) نام یک گونه از خانواده هیره‌های نخ‌پا است.